# Saint-Thiébault
Saint-Thiébault és un municipi francès situat al departament de l'Alt Marne i a la regió del Gran Est. L'any 2007 tenia 292 habitants.

## Demografia

### Població
El 2007 la població de fet de Saint-Thiébault era de 292 persones. Hi havia 128 famílies de les quals 36 eren unipersonals (8 homes vivint sols i 28 dones vivint soles), 52 parelles sense fills, 24 parelles amb fills i 16 famílies monoparentals amb fills.
La població ha evolucionat segons el següent gràfic:
Habitants censats

### Habitatges
El 2007 hi havia 149 habitatges, 131 eren l'habitatge principal de la família, 2 eren segones residències i 16 estaven desocupats. 128 eren cases i 21 eren apartaments. Dels 131 habitatges principals, 91 estaven ocupats pels seus propietaris i 40 estaven llogats i ocupats pels llogaters; 2 tenien dues cambres, 26 en tenien tres, 38 en tenien quatre i 65 en tenien cinc o més. 115 habitatges disposaven pel capbaix d'una plaça de pàrquing. A 55 habitatges hi havia un automòbil i a 56 n'hi havia dos o més.

### Piràmide de població
La piràmide de població per edats i sexe el 2009 era:
| Homes | Edats   | Dones |
| ----- | ------- | ----- |
| 0     | 95 o +  | 0     |
| 0     | 90 a 94 | 0     |
| 0     | 85 a 89 | 8     |
| 0     | 80 a 84 | 0     |
| 8     | 75 a 79 | 8     |
| 12    | 70 a 74 | 16    |
| 8     | 65 a 69 | 4     |
| 4     | 60 a 64 | 8     |
| 20    | 55 a 59 | 16    |
| 8     | 50 a 54 | 4     |
| 4     | 45 a 49 | 8     |
| 4     | 40 a 44 | 4     |
| 8     | 35 a 39 | 8     |
| 20    | 30 a 34 | 12    |
| 4     | 25 a 29 | 8     |
| 0     | 20 a 24 | 4     |
| 4     | 15 a 19 | 0     |
| 8     | 10 a 14 | 4     |
| 20    | 5 a 9   | 0     |
| 12    | 0 a 4   | 12    |

## Economia
El 2007 la població en edat de treballar era de 174 persones, 124 eren actives i 50 eren inactives. De les 124 persones actives 116 estaven ocupades (59 homes i 57 dones) i 8 estaven aturades (3 homes i 5 dones). De les 50 persones inactives 17 estaven jubilades, 21 estaven estudiant i 12 estaven classificades com a «altres inactius».

### Ingressos
El 2009 a Saint-Thiébault hi havia 127 unitats fiscals que integraven 282 persones, la mediana anual d'ingressos fiscals per persona era de 17.350 €.

### Activitats econòmiques
Dels 12 establiments que hi havia el 2007, 1 era d'una empresa alimentària, 1 d'una empresa de fabricació d'altres productes industrials, 3 d'empreses de construcció, 3 d'empreses de comerç i reparació d'automòbils, 1 d'una empresa d'hostatgeria i restauració, 1 d'una entitat de l'administració pública i 2 d'empreses classificades com a «altres activitats de serveis».
Dels 5 establiments de servei als particulars que hi havia el 2009, 1 era un taller de reparació d'automòbils i de material agrícola, 1 autoescola, 1 paleta, 1 electricista i 1 perruqueria.
L'únic establiment comercial que hi havia el 2009 era una fleca.

## Poblacions més properes
El següent diagrama mostra les poblacions més properes.